# جرذان أرز القزم
جرذان أرز القزم أو كوليارغوس (الاسم العلمي: Oligoryzomys)، جنس قوارض من فصيلة القداديات. ويوجد من المكسيك إلى تييرا ديل فويغو ويضم ما يقرب من 17 نوعًا.
في الأرجنتين وشيلي، يمثل Oligoryzomys longicaudatus وأعضاء آخرين من جنس جرذان أرز القزم خزان لفيروس الأنديز من سلالة فيروسات هانتا (ANDV) (Wells et al. ، 1997 ؛ Levis et al. ، 1998 ؛ Cantoni et al. ، 2001).